# Танрыкулово

Яланский кантон на карте Автономной Башкирской ССР.

Танрыку́лово (Терегулово, Курмаш, Таргул, Тандрыкулова; баш. Тәңрекүл, Тәңреҡол, Ҡормаш, Тарғул),  — село в Альменевском районе Курганской области. Административный центр Танрыкуловского сельсовета. 
Этимологически слово образовано от тюркских слов «Танры» («Бог») и «Кул» («Озеро»).

## География
Расположено на восточном берегу заболоченного озера Гаиткуль, это озёрно-болотный комплекс на месте пресного озера, ранний этап сфагнового ряда зарастания. Отмечена клюква. С севера, востока и юга — Большой лесной массив у села Танрыкулово
Расположено в 33 км. к западу от Альменево. Расстояние до г. Кургана 150 км., по автомобильной дороге — 200 км.

### Часовой пояс
Танрыкулово, как и вся Курганская область, находится в часовой зоне МСК+2. Смещение применяемого времени относительно UTC составляет +5:00.

## История
Село расположено на территории Исторического Башкортостана, весь Альменевский район, как и почти вся западная часть Курганской области. Здесь, по мнению историков А. Асфандиярова и Н. Бикбулатова, расположен «куст» стариннейших башкирских сёл и деревень, крупнейшее из поселений — село Танрыкулово (Таргул).
У башкир Катайской волости в 1780-х годах было две команды: старшины Сулеймана Кармышакова и старшины Терегула Казанбаева (Казакбаева), которому обязано первым названием (Терегулово) нынешнее село Танрыкулово. Во время перевода Челябинского уезда из Пермского наместничества в Уфимское наместничество в 1782 в состав команды Терегула Казанбаева (Казакбаева) входили деревни: Терегулов (11 дворов), Туйгунова (20 дворов), Темякова (5 дворов), Казанкулова (Казаккулова) (10 дворов), Штанова (10 дворов), всего 53 двора; в состав команды старшины Сулеймана Кармышакова входили деревни: Сулейманова (18 дворов), Аитбаева (8 дворов), Куйбакова (26 дворов), Аитова (20 дворов), всего 72 двора.
До революции 1917 года деревня Танрыкулова (Курмаш, Таргул) являлась центром Катайской волости Челябинского уезда Оренбургской губернии.
В начале лета 1918 года была установлена белогвардейская власть (26 мая белочехи захватили г. Челябинск, 4 июня — станцию Шумиха).
20 марта 1919 года деревня вошла во вновь образованный Яланский кантон Автономной Башкирской Советской Республики и была назначена его административным центром.
15 июля 1919 года на Восточном фронте против Колчака 1-й Симбирский рабочий полк у д. Парамоново вел ожесточенный бой с белоказаками. Бой длился 20 часов и закончился разгромом белых. В бою погиб командир полка Космовский и его помощник Фокин.
В 1919 году образован Танрыкуловский сельсовет.
До 7 марта 1922 года деревня являлась административным центром Яланского кантона Автономной Башкирской Советской Республики.
Согласно декрету ВЦИК «О расширении границ Автономной Башкирской Советской Социалистической Республики» от 14 июня 1922 года Яланский кантон был упразднён, а вся его территория вошла в состав Челябинского уезда Челябинской губернии.
Постановлениями ВЦИК от 3 и 12 ноября 1923 года в составе Челябинского округа Уральской области РСФСР образован Катайский район (центр района д. Танрыкулово).
Постановлением ВЦИК от 30 ноября 1926 года центр района перенесён в с. Альменево. По данным на 1926 год состояло из 129 хозяйств.
Постановлением ВЦИК от 20 апреля 1930 года Катайский район объединён с Яланским районом в один Ялано-Катайский район (центр района с. Сафакулево).
Постановлением ВЦИК от 17 января 1934 года Уральская область упразднена, Ялано-Катайский район вошёл во вновь образованную Челябинскую область.
Указами Президиума Верховного Совета РСФСР от 12 ноября и 17 декабря 1940 года Ялано-Катайский район разделён на Альменевский и Сафакулевский районы. Танрыкуловский сельсовет вошёл в состав Альменевского района.
Указом Президиума Верховного Совета СССР от 6 февраля 1942 года образована Курганская область. Альменевский район вошёл в её состав.
Указом Президиума Верховного Совета РСФСР от 1 февраля 1963 года образован укрупнённый Щучанский сельский район, в который передан Танрыкуловский сельсовет.
Указом Президиума Верховного Совета РСФСР от 3 марта 1964 года Танрыкуловский сельсовет передан в Шумихинский сельский район.
12 января 1965 года Шумихинский сельский район разукрупнён. Танрыкуловский сельсовет вошёл в состав вновь образованного Альменевского района.
В годы Советской власти жители села работали в мясо-молочном совхозе «Победа».

## Население
| 1834 | 1866 | 1891 | 1900 | 1916 | 1926 | 1989  |
| ---- | ---- | ---- | ---- | ---- | ---- | ----- |
| 169  | ↗282 | ↗429 | ↘344 | ↗460 | ↗549 | ↗1156 |
| 2002 | 2010 | 2012 | 2013 | 2014 |      |       |
| ↘818 | ↘749 | ↗761 | ↘754 | ↘703 |      |       |

По данным переписи 1926 года в деревне проживало 549 чел., в т.ч. башкир — 421 чел., татар — 75 чел.
По данным переписи 2002 года доля башкир составила 72 % при общей численности населения 818 чел.

## Культура
В Альменевском районе Курганской области большое внимание уделяют возрождению и сохранению башкирского языка и культуры. Наиболее успешно возвращение к своим корням идет в селе Танрыкулово. Здесь введено преподавание родного языка одновременно в трех малокомплектных школах и в средней школе.
Действует МКОУ «Танрыкуловская средняя общеобразовательная школа». Основана в 1927 году как школа колхозной молодежи, в 1935 год году школа переименовалась в Танрыкуловскую неполную среднюю школу. Это была единственная средняя школа Ялано–Катайского района, обучающая на башкирском языке. До 1942 год года в обучении использовался латинский алфавит. В 1960 год году преобразована в восьмилетнюю школу, в 1981 году школа переезжает в новое здание и становится Танрыкуловской средней школой. В 1998 год году Танрыкуловская средняя школа переименована в Танрыкуловскую среднюю общеобразовательную школу, а в 2005 году Муниципальное общеобразовательное учреждение «Танрыкуловская средняя общеобразовательная школа». С 2011 год года — Муниципальное казенное общеобразовательное учреждение «Танрыкуловская средняя общеобразовательная школа».
В 1969 год году в Танрыкулове установлен памятник землякам, погибшим в годы Великой Отечественной войны. Скульптура солдата в полный рост в гимнастерке, за спиной плащ-палатка. В правой поднятой вверх руке он держит автомат. На постаменте табличка со списками погибших односельчан. Памятник огорожен якорными цепями.

## Религия
Мечети
- Мечеть

## Известные уроженцы
- Галимьян Гирфанович Таган (1892—1948) — башкирский этнограф, доктор экономических наук, доктор тюркологии, политик, активный участник башкирского национального движения.

## Популярные маршруты
- Нижний Новгород — Танрыкулово (1549 км)
- Челябинск — Танрыкулово (180 км)
- Октябрьское — Танрыкулово (314 км)
- Уфа — Танрыкулово (615 км)